# Castell dels Montcada
El Castell dels Montcada estava situat a la part alta de la ciutat de Vic i fou erigit a finals del segle xi. En aquella època es coneixia per palau, torre comtal de Vic o més sovint per castell de Vic. Després de ser abandonat des de l'any 1860 es va posar a la venda l'any 1882. Actualment, del castell en queden els vestigis dels sectors nord i ponent (aquest últim utilitzat al segle xvii per construir l'Església de la Pietat de Vic) que es conserven al voltant del Temple romà de Vic, els murs del qual formaven el pati interior del castell. El palau va pertànyer a una de les famílies més influents i destacades de Catalunya a partir de la segona meitat del segle xi, la família dels Montcada.

## Edifici

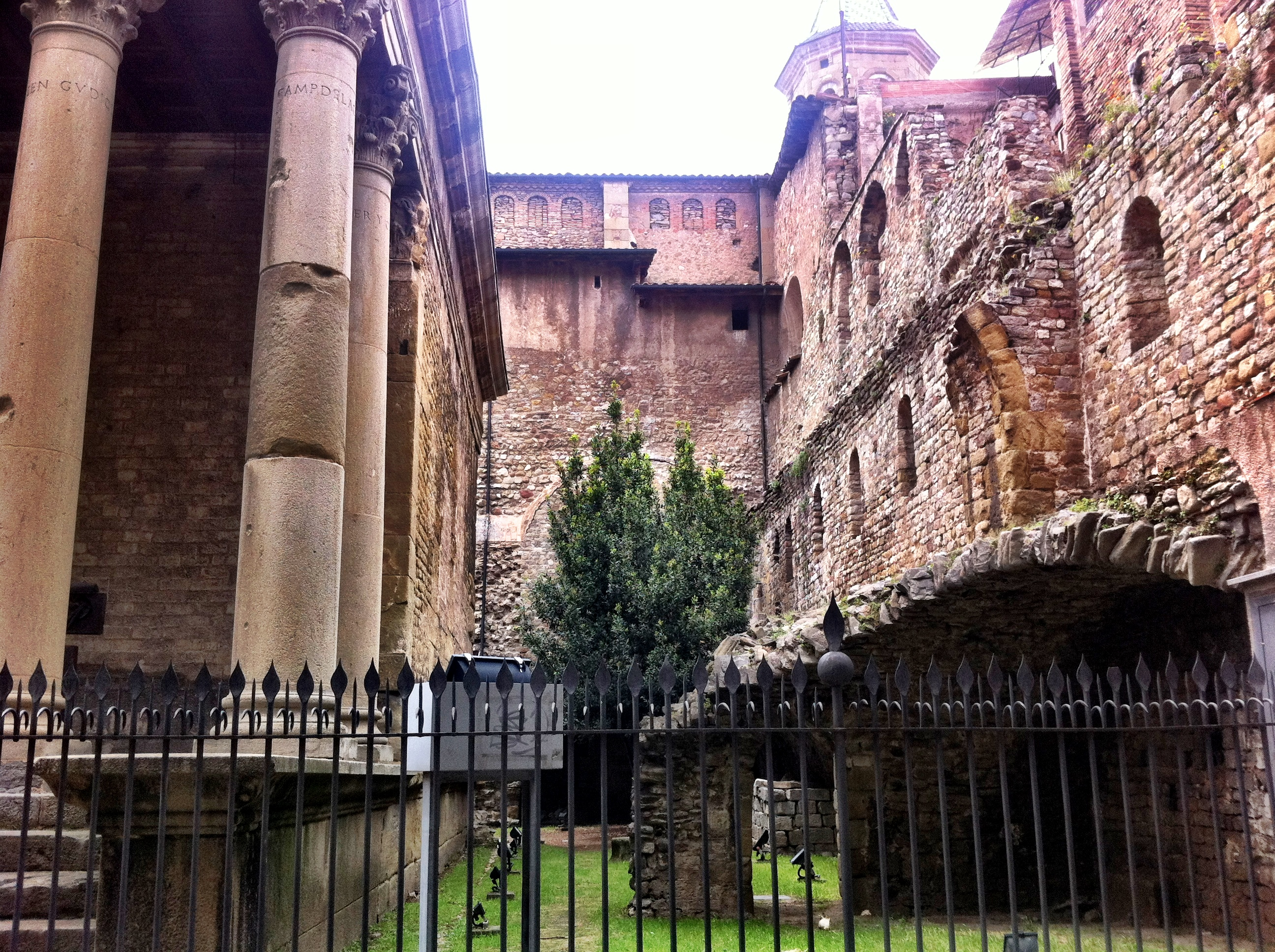
Temple romà de Vic i vestigis del sector nord del Castell dels Montcada, mur septentrional.

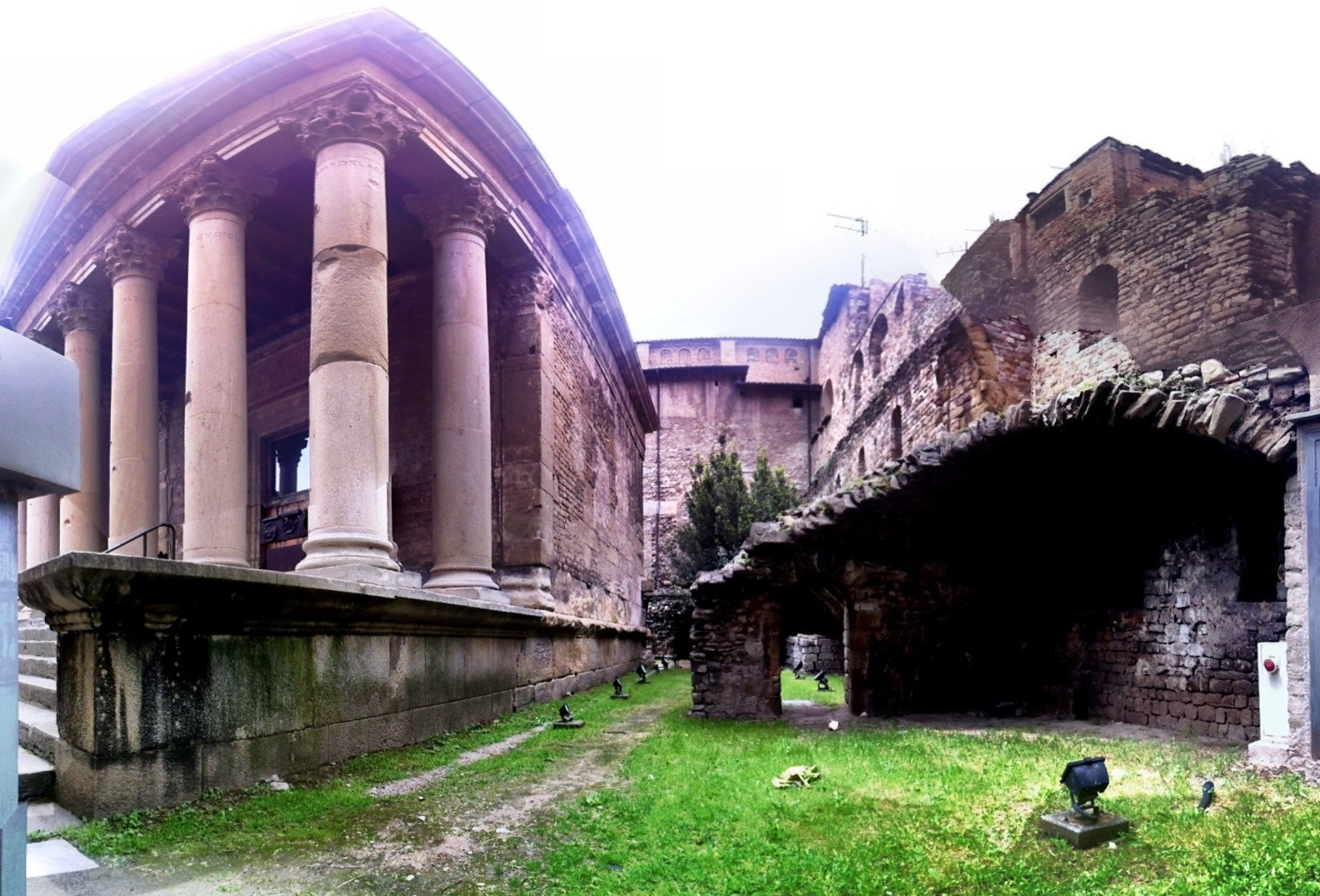
Espai del vell tèmenos (recinte sagrat al voltant d'un temple grec o romà, delimitat per pòrtics) que s'utilitzà per a la construcció dels murs del Castell dels Montcada

El 1882, quan es va vendre el castell i es van iniciar les tasques d'enderrocament de la construcció, sense merlets ni torres, el castell no era més que l'estructura d'unes presons inservibles, sota pesades voltes poc dignes de conservació. L'antic edifici havia acollit les funcions de residència del veguer, seu de la Cúria Reial, graner de la ciutat i presó. Només la tradició que l'assenyalava com a obra dels romans i fundada per Hèrcules, va fer vetllar l'avaluació del seu enderrocament que va permetre descobrir el desconegut Temple Romà enmig de la construcció. En aquella època, no es podia imaginar que en el vell castell hi romangués l'estructura d'una remota construcció del segle xi tant representativa del Vic medieval.
La major part de les parets del castell van ser derruïdes i no es va poder conservar l'estructura típica romànica que formaven. Això no obstant, van quedar elements suficients per conèixer la grandiositat del castell. Bona part del vell tèmenos s'utilitzà com a base dels murs exteriors del castell. La construcció tenia una pla gairebé quadrat i un alçat de planta baixa amb 2 pisos que envoltaven els murs del Temple Romà destinats a formar el seu pati interior descobert. Partint dels murs romans del temple i rebaixant el nivell d'aquest al mateix de la plaça, es van erigir uns nous murs recolzats en aquests, destinats a sostenir les voltes que es van estendre per tot el circuit en conjunció amb les parets externes que formaven l'àmbit de l'edifici del castell.
La planta baixa disposava de sales espaioses, il·luminades per petites esquerdes. En la primera planta també s'hi trobaven sales àmplies, il·luminades amb una sèrie regular de finestres col·locades en filera fins a arribar al començament de la volta. El pis superior, sense volta i cobert amb les armadures de fusta que aguantaven el sostre, tenia a l'exterior una filera contínua d'arcuacions amb arcs de poc més de mig punt. A l'interior del pati pujava una escala fins al primer pis mitjançant un arc i al seu peu, en el centre, s'hi obrí un pou en la roca viva.
El caràcter extern d'un dels laterals del castell es pot apreciar en el mur septentrional que queda lliure d'edificis, veient-se la façana amb les finestres i arcs superiors a més d'unes quatre volades sortints que aguantarien una de les tantes espitlleres destinades a la defensa, situades a la part alta, a l'altura dels arcs del segon pis. És possible que existissin dues torres del castell: una en el mur meridional on actualment existeix l'església de la Pietat; i l'altre, situada a l'altre extrem del mateix mur cap a llevant.
L'edifici romànic, si es conservés íntegre, constituiria un dels millors i més impressionant models d'arquitectura civil la seva grandiositat. Estava format per massisses parets d'1,20 metres de gruix construïdes amb el típic mètode de moellons regulars de pedra tallada, en els quals apareixen les dovelles de major mida al formar les arcuacions de portes i arcs del pis superior.

## Els Montcada a Vic

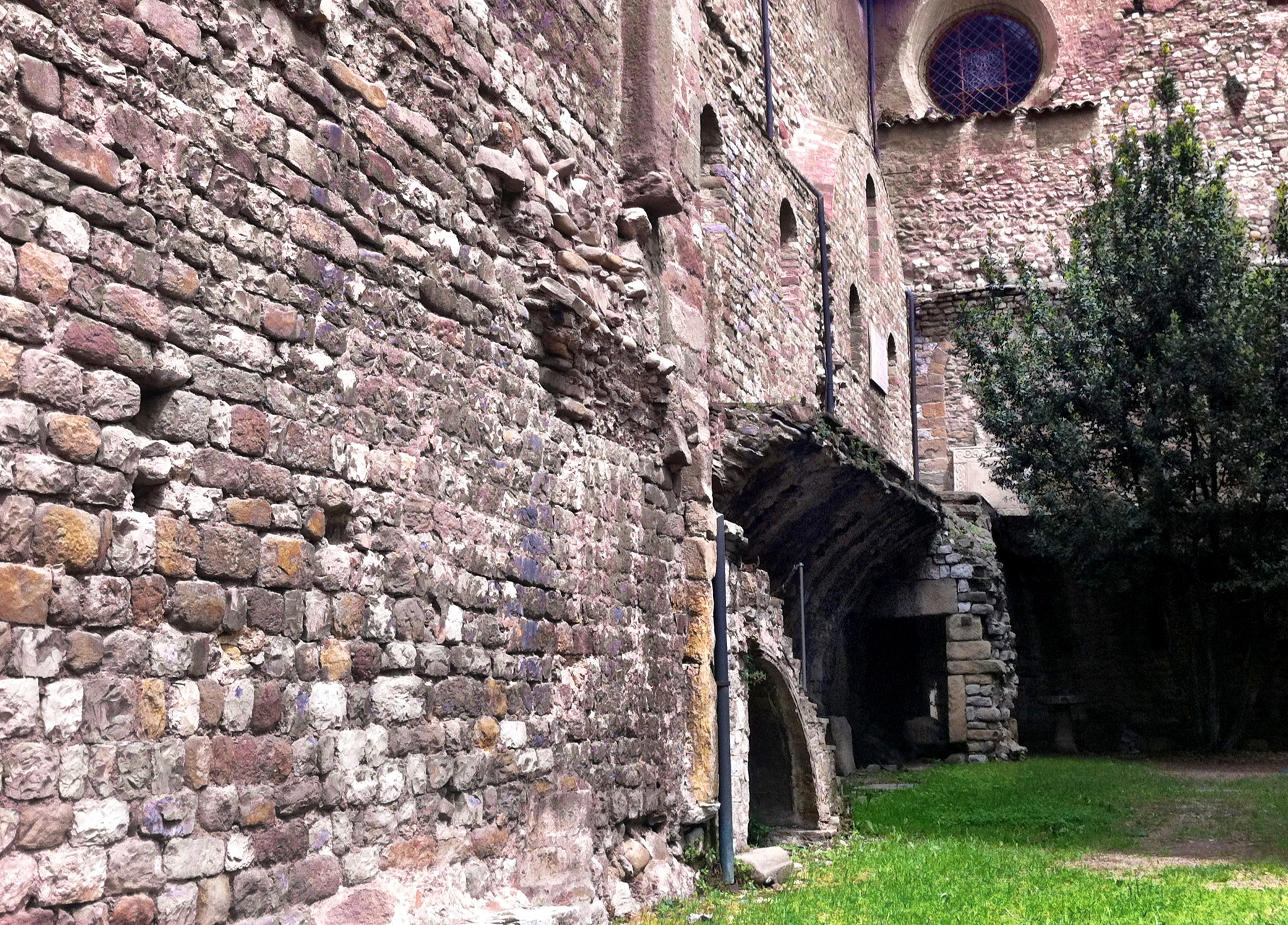
Mur del sector de ponent del Castell dels Montcada, utilitzat al S. XVII per construir l'Església de la Pietat de Vic.

Els Montcada, derivaven d'un rei sàrmata, Hèrcol, dels ducs de Baviera i de Carles Martell, a través del llegendari Dapifer de Montcada, un dels Nou Barons de la Fama que, amb el no menys llegendari Otger Cataló, vingué a combatre els moros de Catalunya, l'any 773. D'aquesta manera, el llinatge dels Montcada quedava aparellat amb les més antigues i prestigioses cases del país.
Els historiadors moderns senyalen l'aparició dels primes membres d'aquesta família entorn dels anys 1021 i 1023. A partir d'un document del 1039 i altres referències posteriors, s'identifica Guillem de Montcada (també conegut com a Guillem de Vacarisses o Guillem de Muntanyola), que actua entre els anys 1002 i 1033 i que serà el tronc de la futura gran dinastia dels Montcada.
La primera menció històrica que es refereix al castell, no apareix fins a l'any 1088, quan el Bisbe Berenguer de Llussà va reconèixer Guillem Ramon de Montcada (net de Guillem de Montcada i primer senescal de la cort comtal), que si aconseguia tenir el poder dels comtes de Barcelona, li entregaria el palau anomenat Torre Comtal de Vic en nom de l'Església de Vic. Cap al 1088 doncs, sembla que el castell fou cedit als Montcada. Tot i que no hi ha documentació que ho constati, és creïble que aconseguís una major consolidació de domini sense que amb això s'infeudés a l'Església de Vic, assegurant la base sobre la qual els seus successors van ampliar un poder que els portà a constituir-se en senyors de la part alta de la ciutat.
La privatització del poder públic, pròpia de l'època medieval, va fer que la ciutat de Vic estigués dividida en dues partides: l'una, inicialment sota jurisdicció del bisbe, el qual la va traspassar al rei el 1316, i l'altra, sota jurisdicció dels senyors del castell: els Montcada. Aquesta divisió marcà la vida de la ciutat en l'època medieval, que va créixer entorn de la catedral, el castell i el Mercadal i que va ser encerclada per una muralla amb torres, refeta al segle xiv.
El castell va ser guardat per castlans i batlles dels Montcada i esdevingué centre d'administració dels seus béns. El 1356 el seu domini suprem, que competia amb el rei, fou cedit al vescomte Bernat III de Cabrera, fet que motivà l'oposició dels bisbes i l'inici d'una època de segrestos i tibantors que marcaren la història de Vic fins al 1448. Aquell any, els consellers de Vic el van comprar als Foix, vescomtes de Castellbò, i el van vendre el 1450 a l'Almoina General de Vic. El rei Alfons el Magnànim comprà als descendents dels Montcada la seva partida i unificà així la ciutat.